# Ракета
Вижте пояснителната страница за други значения на Ракета.
Ракета е летателен апарат, движещ се посредством реактивна сила, създавана чрез изхвърляне на част от собствената му маса. За да лети ракетата, не е задължително наличието на въздушна или газова среда – тя може да лети както в атмосферата, така и във вакуум.
Ракетите се задвижват с твърдо или течно ракетно гориво. При изгарянето си горивото образува газова струя, която предизвиква движение на реактивен принцип – виж Трети закон на Нютон. В дадения случай това ще гласи: Теглителната сила на ракетния двигател е равна на скоростта на изгорелите газове умножена по тяхната маса.
В общия случай думата „ракета“ означава различни летящи устройства – от празничния фойерверк през ракетно оръжие до космическа ракета носител.

## Конструкция
От конструктивна гледна ракетите притежават някои характерни елементи, които спомагат полета ѝ в и извън атмосферата на Земята.

### Обтекател
За да се минимализира въздушното съпротивление, от една страна площта на ракетата, обтичана от въздуха, трябва да бъде възможно най-малка (т.е. ракетата трябва да бъде възможно най-тясна), за да бъде и триенето минимално, а от друга – формата на ракетата трябва да е такава, че да се обтича плавно (ламинарно) от въздуха. Ако при обтичането се образуват турбулентни завихряния, това води до допълнително въздушно съпротивление, което може многократно да надхвърли съпротивлението от триене, а освен това и значително влошава устойчивостта на полета. Обтичането на ракетата се определя до голяма степен именно от формата на предната част, където се поставя и обтекателят.
Оптималната форма на обтекателя се определя от скоростта на движение на ракетата. Ако ракетата е предназначена за дозвуков полет, то теорията и практиката показват, че най-добрата форма на обтекателя е параболичната (объл нос). В свръхзвуковия диапазон обаче предпочитана започва да става острата конусообразна форма. Колкото по-бързо се движи ракетата, толкова по-остър трябва да е обтекателят ѝ. Но тъй като при много високи свръхзвукови скорости ракетата се нагрява значително, острите ръбове не са желани и затова в този случай отново започват да се използват заоблени форми, чрез които топлината се разпределя по-плавно.

### Корпус
Корпусът на ракетите е кух цилиндър, чиято цел е да помещава пропеланта на ракетата и нейния двигател. Към него се поставят следните изисквания – да е колкото се може по-лек и колкото се може по-здрав. Конструкцията на корпуса силно зависи от размерите на ракетата – ако ракетата е малка и лека, е достатъчно да се използва тръба в прекия смисъл на думата, която се изработва от полимер, композитен материал или лек метал. Масивните ракети имат по-усложнена конструкция на корпуса, наподобяваща тази на фюзелажа на самолетите. Формата на корпуса се задава от множество здрави рамки с пръстеновидна форма, съединени помежду си с метални елементи, простиращи се надлъж по ракетата и наричани стрингери. От външната страна на този „скелет“ се поставя обшивката, която посреща въздушното натоварване и го предава равномерно на силовите елементи – рамките.
Типът на ракетата също оказва влияние върху конструкцията на корпуса ѝ. Например ракетите, използващи твърдо гориво, извършват изгарянето му направо в корпуса на ракетата. Това означава, че корпусът трябва да понася допълнително натоварване от високото налягане вътре и следователно обшивката ще бъде по-дебела.

### Двигателна установка
В мнозинството от ракетите реактивната сила се създава посредством химическа реакция – изгаряне на гориво. Затова такива ракети се наричат химически. Характерна особеност за този вид ракети е, че се зареждат както с гориво, така и с окислител. Всички останали конвенционални горивни двигатели използват за изгарянето на горивото кислород от атмосферата. Ракетите обаче летят на височина, където кислородът е крайно недостатъчно, ако изобщо го има, и затова те се зареждат освен с гориво и с кислородсъдържащи съединения.

### Сопло
Соплото всъщност е неделима част от двигателната установка, но поради важността му, то често се разглежда отделно. От неговата конструкция зависи с каква скорост газовете, получени при изгарянето на горивото, ще напуснат ракетата. Тази скорост трябва да бъде колкото се може по-висока, за да бъде ракетата максимално бърза.
Принципът при конструиране на соплото е следният – в горивната камера в резултат на химическата реакция са получени газове с високо налягане, което по законите на механиката на флуидите, трябва да се преобразува в кинетична енергия – т.е. скорост на газа. За целта се използва ефектът на Бернули: ако имаме една тръба със стесняващо се сечение и в нея протича някакъв флуид – течност или газ – той непрекъснато увеличава скоростта си, докато тръбата се стеснява, а същевременно налягането му намалява.
Ракетните сопла приличат именно на стесняваща тръба, в която газът се ускорява. Но при свръхзвуковите ракети това не е достатъчно. Изгорелите газове се ускоряват до звукова скорост в стесняващото се сопло и тогава сечението на соплото трябва да започне да се разширява, което води до допълнително ускоряване на вече свръхзвуковите газове. Това се получава, защото свръхзвуковият поток се държи противоположно на дозвуковия – скоростта му се увеличава в разширяваща се тръба и се намалява в стесняваща се. В крайна сметка, за да се ускорят ракетните газове до свръхзвукова скорост, формата на соплото (наричано в този случай сопло на Лавал) трябва да е първоначално стесняваща се, а след това разширяваща се.